# Commission anti-corruption (Bangladesh)
La commission anti-corruption du Bangladesh (ACC) a été constituée par une loi promulguée le 23 février 2004 et entrée en vigueur le 9 mai 2004. Bien qu'elle n'ait pas pu avoir l'impact escompté au départ, immédiatement après sa reconstitution en février 2007, le commission a commencé à travailler avec une vigueur et un élan renouvelés en adhérant dûment à la Convention des Nations unies contre la corruption qui a été adoptée par l'Assemblée générale le 31 octobre 2003. Son cadre et sa fonction sont régis par la loi de 2004 sur la Commission anticorruption.

## Organisation
La Commission a formulé certaines formes de corruption au Bangladesh, pour que tout le monde sache, comprenne et se prépare à effacer complètement la corruption, sinon à la réduire : 
La corruption c'est l'offre d'argent, de services ou d'autres objets de valeur pour persuader quelqu'un de faire quelque chose en retour. Synonymes : pots-de-vin, bakchich (pourboires), payola, argent du silence, argent de la protection et pourboire. Le détournement de fonds comprend la prise d'argent, de biens ou d'autres objets de valeur par la personne à qui ils ont été confiés, pour son bénéfice personnel. L'extorsion, c'est exiger ou prendre de l'argent, des biens ou d'autres objets de valeur en recourant à la coercition et/ou à la force. Un exemple typique d'extorsion de fonds serait lorsque des policiers ou des militaires armés exigent de l'argent pour franchir un barrage routier. Un synonyme est le chantage. L'abus de pouvoir discrétionnaire à des fins personnelles, mais sans incitation extérieure ni extorsion, a  des modèles qui sont généralement associés à des bureaucraties dans lesquelles un large pouvoir discrétionnaire individuel est créé, où il y a peu d'omissions ou de structures de responsabilité, ainsi qu'à celles où les règles décisionnelles sont si complexes qu'elles neutralisent l'efficacité de ces structures même si elles existent. Et pour terminer. les contributions politiques irrégulières  paiements effectués dans le but d'influencer indûment les activités présentes ou futures d'un parti ou de ses membres lorsqu'ils sont en fonction.
La Commission anti-corruption a établi des comités de district dans tout le Bangladesh, chacun comptant 10 membres.

## Cas notables
Deux cas ont défrayé la chronique : la Commission a déposé des plaintes contre l'ancien Premier ministre Khaleda Zia concernant des pots-de-vin aux fondations de bienfaisance Zia Charitable Trust et Zia Orphanage Trust et, le 7 mai 2008, elle a engagé des poursuites contre l'ancien Premier ministre Sheikh Hasina et huit autres personnes pour avoir attribué un accord de prospection et d'extraction de gaz à Niko Resources (en) par corruption et abus de pouvoir,.

## Critique
La Commission anti-corruption a été créée par une loi en 2004, mais elle est considérée comme largement inefficace dans les enquêtes et la prévention de la corruption en raison du contrôle du gouvernement sur elle,. La Commission de lutte contre la corruption du Bangladesh est paralysée par l'amendement de 2013 à la loi sur la Commission de lutte contre la corruption introduit par le gouvernement au pouvoir de la Ligue Awami, qui oblige la commission à obtenir l'autorisation du gouvernement pour enquêter ou porter plainte contre des bureaucrates ou politiciens du gouvernement. La commission est souvent critiquée pour son inefficacité et son gaspillage de ressources en raison de l'influence du gouvernement sur elle.
En 2015, l'ACC a enquêté sur l'affaire du scandale du pont de Padma (en). Même si la Banque mondiale n'a cessé de pousser le gouvernement à prendre des mesures contre les auteurs de ces actes, après 53 jours d'enquête, l'ACC n'a trouvé personne coupable. Sur la base du rapport de l'ACC, le tribunal de district de Dhaka a acquitté les sept fonctionnaires du gouvernement qui étaient soupçonnés d'être impliqués dans le complot de corruption. Auparavant, l'ACC avait même exonéré Syed Abul Hossain (en) et l'ancien ministre des Affaires étrangères Abul Hasan Chowdhury de l'accusation d'implication dans le complot de corruption.